# Fernand Bouisson
Fernand Bouisson (n. 16 de junho de 1874, em Constantina - f. 28 de dezembro de 1959, em Antibes) foi um político francês. Ocupou o cargo de primeiro-ministro da França, entre 1 de junho a 7 de junho de 1935.

## Vida
Bouisson era um político da Terceira República e foi prefeito de Aubagne desde 1906. Em 1909-1940 foi representante de Bouches-du-Rhône na Câmara dos Deputados. No segundo gabinete de Georges Clemenceau ocupou o cargo de comissário da Marinha e dos Transportes Navais em 1918/19.
Bouisson foi eleito presidente da Câmara dos Deputados (Assembleia Nacional) em 11 de janeiro de 1927, cargo que ocupou com um breve intervalo de 1 a 4 de junho de 1935, quando era primeiro-ministro (Président du Conseil). Durante seu breve reinado, que terminou com um voto de censura, os políticos Pierre Laval, Édouard Herriot, Joseph Caillaux, Georges Mandel e Philippe Pétain foram membros de seu gabinete. Ao mesmo tempo, ele assumiu o cargo de Ministro do Interior até 7 de junho de 1935. Depois que a Frente Popular ganhou as eleições ele teve que renunciar em 31 de maio de 1936 como presidente da Câmara dos Deputados. Ele também foi presidente da União Interparlamentar (UIP) de 1928 a 1934 .
Bouisson tentou melhorar o trabalho parlamentar escrevendo um novo princípio de lei eleitoral em 1935, o vote électrique (hoje: vote eletronique). Quando o governo foi formado em 1940, ele confiou em Pétain. Ele então se retirou da vida política.